# Крістель Вурна
Крістель Вурна (11 лютого 1992) — грецька плавчиня.
Учасниця Олімпійських Ігор 2012, 2016 років.